# Призрачный гонщик (Джонни Блэйз)
Джо́натон Блэйз (англ. Johnathon Blaze) — антигерой комиксов Marvel. Является вторым персонажем Marvel, носящим имя «При́зрачный го́нщик» (англ. Ghost Rider).
С момента появления в комиксах, персонаж был адаптирован в телесериалах, художественных фильмах и видеоиграх. Николас Кейдж исполнил роль Джонни Блэйза / Призрачного гонщика в фильмах «Призрачный гонщик» (2007) и «Призрачный гонщик 2» (2012).

## Биография вымышленного персонажа

### Происхождение
Много лет назад демон Заратос возжелал усилить свою власть. Склонность к человеческим душам привела его к стычкам с такими врагами, как культ Блудов и Мефисто, который считал Заратоса конкурентом. В итоге Мефисто обманул и поработил Заратоса, схватив потерявшего память демона и запирая его в течение многих лет в различных смертных формах. Эта пытка, в конечном счёте, стала частью другого занятия Мефисто — поиска Медальона власти, мистического артефакта, созданного Блудами, в котором была скрыта сущность изначальных Духов мщения.
Медальон был разломан на куски и внедрён в духовную родословную двух семей. Одна из этих семей, Кейлы, в 18-м веке привлекла внимание Мефисто, когда осколок Нобла Кейла превратил его в Духа возмездия, первого Призрачного гонщика. Мефисто не удалось подкупить Нобла, но с тех пор он отслеживал клан Кейлов, наблюдая за тем, как Нобл проявлялся в первенце каждого поколения.

### Ранняя жизнь
Джон Блэйз родился в мире мотоциклетного масла и ликующей толпы. Сын Бартона Блэйза и Наоми Кейл, Джонни провёл свои юные годы в карнавале Квентина, где его родители снимались в шоу каскадёров вместе с Крэйгом «Крэшем» Симпсоном. Идиллия семейной жизни закончилась внезапно, когда Наоми бросила Джона, забрав с собой его младших брата и сестру — Дэниела и Барбару. Решение уйти далось Наоми очень нелегко, но она сочла это необходимым в связи с семейным проклятием. Она боялась, что её первенец будет страдать точно так же, как и она, и поэтому оставила его, а других детей передала на попечение женщины по имени Фрэнсис Кетч.
Боль от потери матери заставила Джона подавить воспоминания о Наоми и брате с сестрой. Когда Бартон погиб во время выполнения трюка, Джонни усыновили Крэш и Мона Симпсон, которая, стремясь облегчить переживания мальчика, выдумала для Джонни более приемлемое прошлое, чем то было на самом деле. Считая, что его настоящая мама, «Клара Блэйз», скончалась, Джонни стал членом семьи Симпсонов и проявлял интерес к их дочери, Роксане. Двое стали неразлучны, а когда они повзрослели, их чувство переросло в нечто большее, чем обычная семейная привязанность.
Наоми Кейл вернулась и стала следить за Джонни; удовлетворённая тем, что он превратился в счастливого молодого человека, она все ещё боялась, что он все равно может поддаться семейному проклятию. Наоми заключила сделку с Мефисто ради спасения Джона, надеясь, что это положит конец проклятию. К сожалению, Мефисто предал её в заключительные минуты жизни, поклявшись, что хоть Джонни не настоящий Призрачный гонщик, но все ещё может им стать.

### Каскадёр
Джонни присоединился к гастролирующему шоу каскадёров Симпсонов — «Феерические трюки на мотоциклах Крэша Симпсона». Крэш к этому времени фактически заменил Джонни отца, обучая его езде на мотоцикле в надежде на то, что юнец последует за ним и станет звездой шоу. Однако эта мечта рассыпалась в прах, когда Джонни было всего пятнадцать лет. Исполняя опасный трюк, мотоцикл Джонни загорелся. Мальчику удалось спрыгнуть с мотоцикла, однако Мона, попытавшаяся помочь ему, была смертельно ранена. Перед смертью приёмная мать Джонни попросила не заниматься трюками на мотоциклах, на что тот согласился.
За последующие пять лет отношения Джонни с Крэшем ухудшились, поскольку парень отказывался принимать участие в шоу. Не понимая мотивов Джона, Крэш расстраивался все больше и больше, даже обвинял его в трусости; однако, Джон продолжал тренироваться ночью, оттачивая своё мастерство, пока не превзошёл своего наставника. У него был ещё один секрет: он и Роксана стали любовниками. Когда Крэш узнал, что умирает от рака, он попросил Джонни принять участие в шоу, но тот отказался, несмотря на разочарование Роксаны. Обезумевший Джон обратился к оккультизму в поисках ответов и обнаружил заклинание, которое якобы могло вызвать самого Сатану. Сам того не ожидая, Джон на самом деле вызвал Мефисто, который обманул Наоми Кейл за много лет до этого.
Мефисто вылечил рак Крэша в обмен на обещание Джонни стать его слугой. Однако Крэш погиб вскоре после этого, пытаясь установить новый мировой рекорд, перепрыгнув через двадцать две машины. Отчаявшись из-за смерти приёмного отца, Джонни попытался и сделал прыжок сам, тем самым почтив память Крэша. Джонни все ещё находился во власти Мефисто, хоть и потерял бы свою душу, если бы не героическое вмешательство Роксаны, которая призналась Джону, что любит его, и изгнала демона чистотой своего чувства.

### Становление Призрачным гонщиком
Однажды ночью, после смерти Крэша, Джонни превратился в скелет с пылающим черепом. Сначала он испугался, что эта демоническая форма была проявлением его собственного зла, но вскоре понял, что соединился с какой-то сущностью. Это слияние Джонни Блэйза и демонической силы стало известно как Призрачный гонщик; это весьма позабавило Мефисто. Превращаясь каждую ночь в Призрачного гонщика, Джонни стал встречаться с местной мотобандой, Слугами Сатаны. Их лидер, Курли Сэмюэлс, пользовался доверием Призрачного гонщика, пока потрясённый Джон не обнаружил, что в теле Курли скрывалась душа Крэша Симпсона. Оказалось, что Мефисто предложил Крэшу новую жизнь в обмен на предательство приёмного сына, и Крэш охотно согласился. Дух Призрачного гонщика был отправлен в Ад, где он пробудил чувства чести и любви Крэша. Пожилой человек пожертвовал собой, дав Джонни возможность сбежать, заставив Призрачного гонщика защищать Роксанну.
Джон и Роксанна отправились на юго-запад Америки, где Призрачный гонщик сразился против Сатаниста, известного как Ведьма, Линда Литтлтрис. На некоторое время остановившись у каньона Медноголовой змеи, Призрачный гонщик также сразился с Даймоном Хеллстормом, Сыном Сатаны. С этого начался длительный период скитаний, поскольку Джон скрывался от Мефисто и защищал Роксанну. Находясь в Сан-Франциско, Роксанна была обманута, отказавшись от своей любви к Джонни, и Мефисто почти завладел душой Джона; однако некий длинноволосый незнакомец буквально в последнюю минуту прогнал Мефисто. Этот бородатый незнакомец представился «другом», и Блэйз решил, что это вестник Неба, несущий надежду и спасение. Этот незнакомец появлялся ещё несколько раз, но вскоре выяснилось, что это всего лишь очередная иллюзия Мефисто. Обескураженный таким поворотом событий, и к тому же боясь утратить контроль над Призрачным гонщиком, Джон оставил Роксанну и несколько лет странствовал в одиночку.

### Чемпионы Лос-Анджелеса
Он объединился с Черной вдовой, Ангелом, Человеком-льдом и Геркулесом для предотвращения заговора Плутона (вторжение на Олимп), и пятёрка героев основала Чемпионов. Хоть они и представлялись как «супергерои для обычного человека», в группе Чемпионов ощущалась внутренняя напряжённость, и это плохо влияло на совместную деятельность. После нескольких месяцев Призрачный гонщик понял, что стал слишком нелюдимым, и решил со всеми попрощаться после расформирования Чемпионов. В то же время он невольно стал членом Легиона монстров, сразившись и убив Звёздное семя.

### Уход из каскадеров
К этому времени демоническая сторона Призрачного гонщика все больше и больше контролировала его действия и личность. Джон счёл, что продолжать карьеру каскадёра ему все труднее и труднее: он отдал титул Мирового чемпиона-каскадера, проиграв серию изматывающих вызовов от Флэгга Фарго. Деморализованный Джон нашёл умиротворение, присоединившись к Карнавалу Квентина, месту, которое он не помнил с детства, но в котором чувствовал себя, как дома. Блэйз создал дружественную конкуренцию с наездником Рэдом Фаулером и заигрывал с Синтией Рэндольф, журналисткой Женского журнала, которой поручили следить за Карнавалом. Путешествуя с Карнавалом, Джон также столкнулся с безумным Центуриосом, который питался душами заключённых с помощью древнего артефакта под названием Кристалл душ; это столкновение вызвало тёмные воспоминания Призрачного гонщика. Вскоре после этого демонический Кошмар схватил Джона и раскрыл имя демона внутри Блэйза: Заратос.
Блэйз и Заратос продолжали бороться за господство, пока не вернулась Роксанна Симпсон, искавшая помощи городу, захваченному Центуриосом и его агентом, Пожирателем грехов (Итан Домблу). Призрачный гонщик ещё раз схлестнулся с Центуриосом и узнал, что его вражда с Заратосом имела глубокие корни. В итоге Заратос и Центуриос были заперты в Кристалле душ, а Джон наконец-то освободился. С добрым пожертвованием от старого друга Ангела Джон купил Карнавал и женился на Роксанне; от этого брака родилось двое детей, Крейг и Эмма.

### Встреча с Дэнни Кетчем
Несколько лет спустя Джон услышал о новом Призрачном гонщике в Нью-Йорке. Боясь освобождения Заратоса, Блэйз схватил Дэна Кетча, Призрачного гонщика, но вскоре понял, что сущность, заключённая в Дэне, не была Заратосом. Во время их столкновения взрыв Адского пламени Призрачного гонщика прошёл через дробовик в самого Джона, и он понял, что может выпускать Адский огонь из оружия. Вооружившись дробовиком и мистическим мотоциклом, Джон стал своего рода наставником нового Призрачного гонщика, пытаясь оградить Дэна от злых сил.
Вопреки желанию жены, Джон вновь погрузился в сверхъестественное. Когда он объединился с Сынами полуночи против Лилит, Матери демонов, Карнавал стал мишенью для врагов Джона. Возмездие напал на Карнавал, обвинив Джона в крахе карьеры своего отца. Позже Джон и Сыны полуночи сорвали союз между Центуриосом и Лилит, хотя их планы привели к возвращению Заратоса. Агент Центуриоса, Карвер, попытался снять фрагмент Медальона власти с Блэйза, порезав Джона; раны Блэйза сгорели из-за Адского пламени, и он был заключён в кибернетическую оболочку ради спасения собственной жизни. Вскоре после этого Блуд, известный как Смотритель, обнаружил, что Джон и Дэн были братьями, усилив их взаимоотношения. Вместе они помогли разрушить физическую форму Заратоса, хотя Дэн был потерян на время.
Пока одна сторона семьи Джона становилась ближе, другая отдалялась. Когда негодяй Регент, член Блудов, похитил Эмму и Крейга, Джон спас их, но был потрясён, что Роксанна обменяла детей несколькими годами ранее в надежде, что Регент снимет проклятие Кейлов. Джон и Роксанна не обращали внимания на это горестное открытие, но затем Роксанна была убита Антоном Хэллгейтом, врагом Кетча, а их детей снова похитили. После убийства Центуриоса Блэйз на могиле Роксанны поклялся, что восстановит Карнавал и найдёт детей. Сняв свою кибернетическую оболочку, Джон столкнулся с неживым серийным убийцей Холодильником Бобом, который сообщил, что дети находились у месопотамского бога, превращённого в демона, Ба’ала. Столкнувшись с мистическим духом Вендиго и ангельским Ури-Элом, Блэйз воссоединился с детьми; но на протяжении нескольких месяцев дети пропали ещё пару раз.
Помогая Дэну Кетчу изучать истинное происхождение его духа Призрачного гонщика, Джон обнаружил, что волшебница Дженнифер Кейл была его кузиной. Она помогала Блэйзу искать его пропавших детей, но безуспешно, и они вынуждены были в конце концов прекратить поиски. В это же время была возрождена Роксанна в качестве демонической служанки Блэкхарта, взяв псевдоним Чёрная роза. Она ничего не помнила о своём прошлом, однако Нобл Кейл вернул её воспоминания, когда был Правителем ада. По-видимому, чувствуя, что Джон двигался дальше, Роксанна не дала Джону узнать о её возвращении.
Блэйз ещё раз связался с Призрачным гонщиком и попал в Ад. Из-за махинаций Сатаны Джон был освобождён и теперь преследовал Сатану. Это привело к стычке с Доктором Стрэнджем.
Начав все с чистого листа, Джон устроился бухгалтером и завёл новую подружку, Хлою; но он все ещё был связан с Заратосом, и демон начал возрождаться. Регулярно превращаясь в Призрачного гонщика, Джон ушёл с работы и отправился в путь. Тем не менее, личность возрождённого Призрачного гонщика отличалась от предыдущей: он стал менее разговорчив и безучастен к судьбам невинных свидетелей. В попытке убежать от нового проклятия, Джон нанял наёмника Бронзово-серого убить Призрачного гонщика. Серый преследовал его с ехидным ликованием. Наконец-то загнанный в угол на съезде байкеров Стерджис, Джон Блэйз и Заратос, по-видимому, заключили перемирие и отправились в новый путь, победив Серого.

### Гражданская война

#### Арест
Во время супергеройской Гражданской войны Джонни находился в Сонной лощине, где в это время серийный убийца обезглавливал местных подростков. Днём Джонни был избит игравшими в гольф мужчинами, которые подумали, что он и есть тот самый маньяк. Позже они позвонили в полицию и через несколько минут за Блэйзом прибыл шериф Гарри О’Коннор. В полицейском участке шериф, также обвинив Джонни в убийствах, ударяет его клюшкой. Разгневанный Джонни Блэйз превращается в Призрачного гонщика и сбегает.

#### Бой с Джеком-фонарём и очередная встреча с шерифом
В скором времени Призрачный гонщик узнаёт, что все убийства были свершены демоном Люцифером, который вселился в тело убитого Карателем суперзлодея Джека-фонаря. Ночью Джонни наносит удар по Люциферу, заодно сохранив жизнь мальчику. Люцифер пытается отбиться от Призрачного гонщика при помощи встроенного в костюм Джека-фонаря пистолета, однако у него ничего не выходит — выстрелы не наносят гонщику никакого вреда. После он ударяет Призрачного гонщика летающей платформой Джека-фонаря, после чего уходит. Пару минут спустя Блэйз отправляется на поиски сбежавшего демона, однако неожиданно на него нападает шериф Гарри О’Коннор. Гонщик пытается объяснить шерифу, что не причастен к убийствам, но, приняв человеческий облик, теряет сознание. Через некоторое время Джонни приходит в себя в подвале шерифа и обнаруживает, что он связан и окружён взрывчаткой. Джонни всё объясняет шерифу и он, поверив ему, развязывает его. Вместе они отправляются к Дэррилу и просят его покинуть собственный дом, после чего устанавливают там взрывчатку. Спустя пару минут туда прибывает Люцифер вместе с армией зомби.

#### Финальный бой с Люцифером
Уничтожив армию зомби при помощи взрывчатки Джека-фонаря, Призрачный гонщик при помощи своей цепи хватает летающую платформу злодея и разрывает её на части. После он «вызывает» свой мотоцикл, который прибывает на место в течение нескольких секунд. Сев на мотоцикл, Призрачный гонщик отправляется на помощь к Гарри, которого собирается убить Люцифер. Схватив злодея, Гонщик тащит его в заминированную часть дома. В результате дом взрывается, но Люциферу удалось выжить. Джонни удалось победить демона вырвав сердце у его носителя — Джека-фонаря.
После всего случившегося шериф Гарри говорит Блэйзу никогда не возвращаться в данный район.

### Мировая война Халка
Блэйз разозлился на Призрачного гонщика, когда он попытался спасти нескольких людей, и позволил фрагменту Люцифера, с которым они боролись, сбежать. Просмотрев трансляцию по телевидению, Блэйз решил отправиться в Нью-Йорк и сразиться с Халком, несмотря на возражения Призрачного гонщика. Призвав Халка остановиться, Призрачный гонщик привлёк внимание Халка. За их битвой наблюдали Доктор Стрэндж и Мистер Фантастик. Доктор Стрэндж полагал, что сущность, которая мистически питала Призрачного гонщика, могла бы победить Халка; он заявил, что эти силы безграничны и ограничиваются только человеческой стороной Призрачного гонщика, и даже назвал силы Гонщика «богоподобными». Однако это Джонни Блэйз, непитаемый силами Заратоса, привлёк внимание Халка, и Халк легко победил Призрачного гонщика. После того, как Джонни нокаутировали, Заратос вырвался и ушёл прочь; как сказал Доктор Стрэндж в конце выпуска, Призрачный гонщик защищал только невинных, а ни один из Иллюминатов не являлся таковым.
Джонни Блэйз разработал план по уничтожению Люцифера при помощи своей новой подружки, Дикси. Он оставил её охранять гостиничный номер. Сразу после ухода Призрачный гонщик привлёк внимание Люцифера в образе владельца спортивной команды. Пока Люцифер тайно планировал взорвать переполненный стадион, он отвлёк Джонни, сказав, что один из его аватаров схватил тренера Малой лиги и держал в заложниках всю его команду. Прибыл Призрачный гонщик и напал на Люцифера, переселившегося в аватар тренера, но в своём рвении не понял, что был подожжён сарай, в котором находились дети. К счастью, детей спасли горе-союзники, Эммаель и его брат Враниель, два ангела, изгнанные из рая и перерождённые на Земле; они пытались остановить махинации Задкиеля, дабы искупить свои прошлые ошибки.
Призрачный гонщик и два ангела вернулись на стадион, чтобы противостоять плану Люцифера, но когда Призрачный гонщик узнал, что ангелы что-то скрывали, он использовал свой карающий взор на Эммаеле, уничтожив его. Тогда ему стало ясно, что Призрачный гонщик — сущность с Небес, которая соединилась с падшим ангелом, Задкиелем, в ответ на молитвы Роксанны по спасению души Джонни. Он также понял, что Люцифер помог сбежать Джонни из Ада, чтобы он мог быть свободным. Люцифер попытался заключить союз с Призрачным гонщиком, поскольку тоже ненавидел Задкиеля, который обратился к нему во время своей войны против Небес. Призрачный гонщик согласился на предложение, взорвав дом, в котором оба находились.
Затем Призрачный гонщик сразился с последним аватаром Люцифера. Он смог его уничтожить, поскольку тот не был настолько мощным, как думал Люцифер. Двумя неделями ранее Призрачный гонщик сохранил глупого аватара, таким образом, истощив половину сил Люцифера. Когда в гостиничном номере с Дикси глупый аватар набрал достаточную силу, его убили полицейские, но также задели и Дикси. Люцифер был побеждён и возвращён в Ад; оплакивая потерю, Джонни решил направить свой Дух мщения на Задкиеля.

### Задкиель
Позже вернулся Дэниел Кетч с новой миссией: собрать силы всех Призрачных гонщиков для ангела Задкиеля, дабы предотвратить коррупцию сил с их человеческими хозяевами. У Задкиеля были другие мотивы, которых он придерживался, поэтому ему были нужны силы Гонщиков: разрушить стены Нового Иерусалима и начать войну на Небесах. История началась в Тибете с китайских солдат, которые напали на деревню и стали допрашивать местных жителей об оружии, которое убило двоих патрульных. Во время преследования крестьянин превратился в осла. Обменявшись парой слов и получив заказ на убийство Генерала, крестьянин вернулся в исходную форму и убил людей Генерала, когда тот повернулся спиной. Когда Генерал развернулся, он увидел Призрачного гонщика и попал под карающий взор за свои прегрешения. После нападения Гонщик вернулся в своё святилище, где его навестил Дэнни Кетч. Спустя короткое время Сестра Сара и Джонни Блэйз прибыли в святилище, дабы выяснить, как отомстить Задкиелю. Войдя, они нашли крестьянина и осла, сгоревших дотла.
В эту же ночь двоих навестил Кетч, и они начали сражение. Когда Блэйз обратил карающий взор на своего брата, он увидел именно то, что произошло. Кетч убил многих хозяев Гонщиков за их силы. Ощутив жалость к падшим, Кетч обернул взгляд на Блэйза, что привело к временному безумию. Прежде, чем Кетч смог забрать силу Заратоса, его остановила Сестра Сара. Она спасла его и вместе с ним отправилась в убежище. Там их навестили ещё два Призрачных гонщика, араб Молек и китаец Баи Гу Джинг; вместе с ними они отправились в Японию.
Когда команда Блэйза прибыла в Японию, они узнали, что Кетч забрал силу Гонщика Йошио Каннабе. После завоевания Кетч ещё раз поговорил с Задкиелем через коммуникационную связь. Во время разговора Задкиель уничтожил команду Асура, которая защищала Врата Небес. Задкиель велел Кетчу ждать и не нападать на Гонщиков, пока они все вместе. Между тем, в другом месте, старый полицейский Ковальски заполучил адский дробовик, чтобы отомстить Блэйзу.
Приобретя вещь, он был отправлен на середину пустыни сидеть и ждать своего шанса. Покинув Японию, команда Блэйза отправилась в Город черепов в Конго, где произойдёт последняя битва. Там они встретили Лордов Конго, Барона Скуллфайера и Маринетту Бвачех, и их Фантомных гонщиков. Во время дня Сара рассказала Молеку о своём новом опыте, став Смотрителем, её чудесах и религии, что дало ей секретную информацию, которую Молек знал об обоих. Поскольку Призрачные гонщики и их силы были готовы, Блэйз открыл глаза и увидел, что двое детей шли в сражение. Он быстро вышел из своей депрессии и присоединился к другим в финальном сражении.
В ходе сражения Барон Скуллфайер погиб, и дух перенёсся в одного из Фантомных гонщиков, после чего Кетч создал адские дубликаты самого себя, чтобы отвлечь воинов. Блэйз и Кетч решили устроить гонку по всему миру, где главным призом стала сила. Во время гонки Блэйз был ранен из дробовика Ковальски, а Кетч забрал гонщика у него, поскольку дубликаты пересилили остальных. Несколько моментов спустя Кетч отказался от силы Духа мщения, а Задкиель был готов штурмовать Небеса. Звук падения ворот задел чутьё Человека-паука и был слышен в Аду и Асгарде. Когда травмированный Блэйз вернулся в Город черепов, Кетч упал с неба, показав, что сражение на Небесах предрешено. Падающая энергия с небес пропитала Ковальски и превратила его в нового гонщика, который выглядел как Месть.
Сразившись с Задкиелем и его Чёрным хозяином, Джонни Блэйз расстался с Кетчем и Сарой. В итоге он блуждал по японской деревне, живя в соседнем храме. В сельчан внезапно вселились демоны, и их плоть превратил в чудовищную форму демон по имени Кожные клещи. Попытка Блэйза противостоять ей, вылилась в то, что она попыталась войти в его тело, но найдя его кожные ожоги из-за его силы, она потребовала, чтобы он превратился в Призрачного гонщика. Когда он выполнил её просьбу, она не выдержала и заплакала, утверждая, что он самая красивая вещь, которую она когда-либо видела и попросила что-нибудь ответить. Он просто сказал «Гори», что вызвало огненный шторм, обвалившийся на деревню, спалив всех демонов и вернув людей к нормальному состоянию. В то же время в деревню прибыла Сара, чтобы воссоединиться с Блэйзом и продолжить борьбу с Задкиелем. Она нашла его, когда он измельчал Кожные клещи, потом выбросив её в море. Тогда Сара утешила Блэйза, попросив подумать о семье и спросив, где они. На что он ответил: «На небесах». Затем они уехали из деревни, чтобы продолжить своё путешествие.
Антихрист, Парень Блэкхарт, на которого охотились агенты Задкиеля по всей Земле, был спасён оккультным террористом Джейн Куттер, несмотря на усилия Даймона Хеллсторма убить его. В итоге тройка столкнулась с Джонни, Дэнни и Сарой, объединив усилия в отчаянной попытке победить Задкиеля в Раю. В конечном счёте, добравшись до Небес, Дэнни, он и Сара атаковали Задкиеля, но потерпели неудачу; однако, дух умершей жены и детей Блэйза побудили его подняться и продолжить сражение с Задкиелем, объединив силы Духов мщения (Задкиель обманом вернул Кетча на Небеса) против предательского Архангела. После того, как Задкиель понял, что он не мог быть единственным истинным Богом, поскольку Блэйз сказал ему: «Только Бог мог создать Призрачного гонщика, Задкиель. Ты должен это знать. И только Бог может уничтожить. Ты, возможно, мог передавать эту силу кому угодно, даже пиявке. Но ты никогда не сможешь её контролировать. И ты, конечно, не можешь её убить. Ты не Бог, Задкиель. Ты просто ещё один жаждущий власти подражатель, который отчаянно нуждается в заднице, которую хорошенько пнут. И это именно то, что делает Призрачный гонщик.» — он был побеждён и отправлен в Ад. Также было показано, что Бог не погиб, восстановив Небеса и поблагодарив Блэйза за все, что он сделал для Рая и его миллиарда душ.
Во время Земли теней, Кингпин и Леди меченая произвели ритуал, с помощью которого вернули Призрачного гонщика с целью атаковать Руку. После того, как Призрачный гонщик предстал перед Кингпином, он был вынужден поехать в Японию, дабы противостоять древнему клану ниндзя Руке, но не смог сразиться с ними из-за того, что Рука магически связала его и убила. Душа Блэйза появилась в белой пустоте перед Богом, сообщив ему о его необходимости, он отослал его обратно в царство смертных в благодарность за участие в разгроме Задкиеля, укрепив его силами батальона воинов Чёрного хозяина, которые с лёгкостью убили ниндзя Руки. Освободившись от проклятия, Блэйз уехал куда-то вдаль на своём мотоцикле.

### Страх во плоти

#### Встреча с Адамом
Джонни остановился в местной забегаловке, где начал рассказывать бармену о своей стычке с огромным демоном и девушкой-вампиром. Неожиданно в баре появляется таинственный старик, который представился как Адам. Адам предлагает Блэйзу избавиться от проклятия, однако тот отказывается — Джонни подумал, что старик лжёт. Через пару мгновений Джонни замечает на улице девушку, которая подверглась нападению мужчины. Блэйз решает разобраться с ним не превращаясь в Призрачного гонщика, однако тот избивает его.
Джонни приходит в себя в доме спасённой им девушки, которая говорит, что ему удалось спасти её от бывшего мужа. Девушка попросила Блэйза спуститься вниз и поесть вместе с ней и её сыном, однако вскоре Джонни превращается в Призрачного гонщика и уезжает. Остановившись, Джонни говорит, что согласен избавиться от проклятия. В этот момент за его спиной появляется Адам, который даёт Блэйзу корешки неназванного дерева и просит проглотить их. После он говорит, что Джонни следует прокатиться на бешеной скорости. Джонни сделал всё, что велел Адам, и в скором времени он действительно потерял способности Призрачного гонщика.

#### Новый Призрачный гонщик
В Дайтоне, Огайо, Скади напала на город и сразилась с новым Алехандрой Джонс — восемнадцатилетней девушкой, ставшей новым Призрачным гонщиком. После того, как Алехандра была побеждена, в пустыне Блэйз натыкается на Мефисто. Джонни агрессивно встречает Мефисто, однако вскоре тот говорит, что ему требуется помощь. Демон рассказывает, что Алехандра была проклята Адамом, конечной целью которого было стирание грехов всего человечества, тем самым превратив их в безмозглых, безэмоциональных существ. Блэйз почувствовал себя виноватым, поскольку он эгоистично отказался от проклятия и тем самым помог Адаму.
Вскоре после того, как Алехандра и Адам вернулись в храм, он приказал ей искупать грехи за своих сокурсников. Когда она отказалась, Адам поработил её.
 В скором времени в храм прибывает Джонни Блэйз, где он пытается уговорить Алехандру покинуть это место. Тем не менее, она атакует его и говорит, что начнёт очищение человечество от грехов с него. На защиту Блэйза приходит Искатель — воскрешённое Адамом существо, целью которого является избрание Призрачного гонщика. Искателя не удовлетворили его планы и он в скором времени объединяется с Джоном, дабы остановить Адама. Адам превратил Алехандру в своего рода бомбу, которая, взорвавшись, стёрла грехи всех в Никарагуа, за исключением Блэйза и Искателя, который схватил Джона и использовал свои способности, чтобы аннулировать силу Призрачного гонщика для спасения Джонни.
После случившегося Адам вместе с новым Призрачным гонщиком отправляются на космопорт и садятся в шаттл. На борту Адам рассказал ей, что хотел сфокусировать все её силы и увеличить их через объектив космической станции настолько, чтобы она прошла по всей Земле и тем самым очистила всю планету от грехов.
Тем временем Джонни возвращается к Мефисто и просит демона дать ему космический байк. Джонни заключает сделку с Мефисто и получает байк, на котором он вместе с Искателем направляются к космической станции, где находится Адам. Во время полёта Блэйз выкидывает из байка Искателя и дальше отправляется один, и через несколько минут добирается до станции. Использовав встроенные в космический байк ракеты, Джонни прорывается внутрь и добирается до Алехандры. Он говорит девушке, что она должна быть той, кем она хочет, и не должна исполнять приказы Адама. Услышав разговор между ними, Адам стреляет в Джонни из адского ружья. Тем не менее, его планы так и не были воплощены — Алехандра взрывает станцию и доставляет Джонни на Землю. На Земле Алехандра говорит Джонни, что спасла его от гибели, вытащив из груди адский огонь, которым выстрелил Адам из ружья.

#### Очередная встреча с Алехандрой Джонс
Поработав некоторое время в одиночку, Алехандра попросила помощи у Искателя, как восстановить души никарагуанцев. Он сказал ей, что их грехи можно найти в Аду и что Блэйз мог бы ей помочь, так как был в контакте с Мефисто. Адам пережил взрыв космической станции и приказал Стальному ветру и её восставшей из мёртвых сестре Стальному возмездию доставить ему Призрачного гонщика.
Разыскивая Блэйза, Алехандра обнаружила, что на него охотился Соколиный глаз, который полагал, что именно он виноват в ситуации с Никарагуа. Алехандра пришла к нему на помощь, но они оба телепортировались в Японию. Стальной ветер и Стальное возмездие пришли за ними, но вместо того, чтобы схватить Призрачного гонщика, они убежали с Блэйзом, желая отомстить. Поскольку Алехандра погналась за ними, Соколиный глаз выстрелил ей в грудь стрелой с амулетом, который нейтрализовал магию. Соколиный глаз пошёл вслед за сёстрами, чтобы помочь Блэйзу, но все закончилось тем, что и он был схвачен. Алехандра вытащила стрелу из груди и победила их обоих. Блэйз решил присоединиться к Алехандре и учил её пользоваться Призрачным гонщиком, на всякий случай прихватив с собой амулет, который парализовал её.

### Круг четырёх
После того, как Алехандра была обманута Блэкхартом, который предложил ей восстановить души невинных, уничтоженные Алехандрой, в обмен на помощь в распространении Ада по Земле, она ещё раз отправилась в путь на новые поиски: вытащить души из Ада любым образом.
Блэйз последовал за усиленной Алехандрой в Ад, где она собиралась уничтожить его, разрушив сердце Мефисто. Из-за контракта с Мефисто превратившись в пулю, Блэйз остановил Алехандру, но упала с обрыва. Джонни поймал её за руку, но поняв, что она использовала Дух в эгоистичных целях, Алехандра упала в лаву, тем самым вернув Дух мщения обратно Блэйзу. Джонни, теперь как Призрачный гонщик, спас горящую Алехандру, которая выжила благодаря остаткам Духа. Отправившись в Никарагуа и показав, чего она добилась, Алехандра заявила, что все ещё сердилась за то, что он в неё поместил и что его поступки заслуживали мести. Оба разъехались в разных направлениях.

### Громовержцы
После неудачной попытки стать актёром, Джонни Блэйз вернулся к карьере каскадёра. Затем он присоединился к Громовержцам, помогая им победить их бывшего товарища Мерси.
Во время миссии Лидер вызвал заклинание, которое мгновенно удалило Призрачного гонщика из Джонни Блэйза. Бессильного Блэйза внезапно разорвал и убил болотный демон.
Однако, в конце миссии, новый бог перезагрузил время, и Блэйз ожил вместе с остальными Громовержцами.
После нескольких миссий Каратель ушёл из Громовержцев и нашёл, что в его квартире устроили ловушку. Отправившись мстить Громовержцам, Каратель достал Дух мщения из Блэйза, используя меч Мефисто. Джонни, поблагодарив, начал жить новой жизнью.
После того, как Громовержцы и Мстители схватили Лидера, Каратель использовал череп Гонщика на Стернсе, подвергнув его карающему взору. Появился Мефисто, забрав Стернса в Ад, а также вернул Призрачного гонщика Джонни.

### Мстители из сверхъестественных
Мстители из сверхъестественных — группа сверхъестественных героев, выбранных Моджо для своего нового реалити-шоу. Их мысленно контролировали, когда они похитили Объединённый отряд мстителей из Особняка Мстителей. Когда Призрачный гонщик начал подвергать жителей Моджомира карающему взору, обе команды сразились с ним, чтобы отвлечь его внимание и позволить Сатане вырвать Дух мщения из Блэйза. Сатана не смог напасть на Призрачного гонщика, но Роуг смогла подкрасться и коснуться его, поглотив его силы. Таким образом, она стала новым Призрачным гонщиком и хозяином Духа возмездия, но так как он начал контролировать её, Блэйз поглотил Духа в себя, став Гонщиком ещё раз. Спасши Моджомир и усмирив Дух мщения, Мстители из сверхъестественных и Объединённый отряд вернулись в свою вселенную, где устроили вечеринку в бассейне.

## Силы и способности

### Силы
В человеческой форме Джонни Блэйз не обладает какими-либо сверхчеловеческими силами. Но, как Призрачный гонщик, он сверхъестественная комбинация человеческого хозяина и опытного мотоциклиста Джонни Блэйза и демонического Заратоса. Как Призрачный гонщик, Джонни Блэйз обладает некоторыми сверхчеловеческими силами.
- Демоническая трансформация: Джонни Блэйз по желанию может превратиться в Призрачного гонщика. Изначально, он автоматически трансформировался ночью или в присутствии зла. Однако, в последнее время он начал контролировать свою трансформацию и превращался, если того желает или пролита невинная кровь. Недавно было указано, что Джонни Блэйз и Дух, который, предположительно, был Призрачным гонщиком, — агенты небес. Сила Призрачного гонщика зависит от того, кто им управляет (фактически тело Джонни. Джонни и дух находятся в одном теле, и Джонни в большинстве случаев контролирует преобразования; если он потеряет контроль, то управление силами перейдёт Духу. Контролируя Призрачного гонщика, Джонни Блэйз влияет на его решения в какой-то степени). Как сказал Доктор Стрэндж, Джонни Блэйз — просто смертный и исполняет роль убежища, которое сильно ограничивает силу Призрачного гонщика. Доктор Стрэндж также заявил, что, когда Заратос берёт под контроль Призрачного гонщика, то силы Гонщика в некоторых ситуациях безграничны и «богоподобны». Джонни Блэйз — один из самых сильных и мощных существ на планете; он настолько силён как Призрачный гонщик, что в бою победил Доктора Стрэнджа.
- Сверхчеловеческая сила: Призрачный гонщик обладает сверхчеловеческой силой и может поднять 25 тонн.
- Сверхчеловеческая выносливость: мистическая энергия, которая питает силы Призрачного гонщика, воспрепятствует производству токсинов усталости во время физической активности, предоставляя ему безграничную выносливость.
- Сверхчеловеческая прочность: Джонни Блэйз обладает высокой прочностью и практически неуязвим ко всем видам земных атак, поскольку он выдерживал удары Халка, Джон разрушил череп и мгновенно регенерировал без какого-либо дискомфорта; контролируя Призрачного гонщика, его может ранить только божественное оружие (выкованное на Небесах). Призрачный гонщик может выдержать сильные удары, высокую температуру и перепады давления, мощные энергетические взрывы и падения с большой высоты без малейшей царапины. Так как он трансформируются в скелет, поэтому большинство снарядов, например, пули, просто проходят сквозь него или отскакивают от его костей. Тело призрачного гонщика неуязвимо к телесным повреждениям, также он не чувствует боли и выживает от любых ран, даже самых тяжёлых (кроме нанесённых божественным оружием).
- Регенеративный исцеляющий фактор: несмотря на его неуязвимость к обычным травмам, его все же в какой-то степени может ранить божественное оружие с небес, выкованное архангелом Задкиелем. Однако, при повреждении мистическая энергия, наполняющая его, позволяет Призрачному гонщику или Джонни Блэйзу мгновенно регенерировать любые повреждения, также оторванные конечности и разрушенный череп за считанные секунды совершенно безболезненно.
- Ощущение греха: Призрачный гонщик может ощущать грехи людей, с которыми сталкивается, заглядывая в их сердца и души. Он также может определить виновность и невиновность человека, и заслуживает тот или иной наказания.
- Манипуляция Адским огнём: Призрачный гонщик обладает способностью генерировать, управлять и проектировать мистический огонь, он же — «адский огонь». Адский огонь — неземное и сверхъестественное пламя, которое обжигает душу человека, а также может быть использовано для сжигания физического тела. Он может использовать этот огонь разными способами, например, выпускать из глаз, рук, рта и перенаправлять его в оружие, формировать стены из адского пламени, а также создать горящий мотоцикл. Он может выпускать огненные взрывы, достаточно мощные, чтобы причинить боль самому Халку.
- Мистическое проектирование цепи: Призрачный гонщик обладает мистической цепью, способной прорубить что угодно, изменяться в размерах и превращаться в другие виды оружия. Он также может выпускать и проектировать цепь из груди или рта силой мысли.
- Карающий взор: Призрачный гонщик обладает способность вызывать у человека, смотрящего в его глаза, чувство боли за свои грехи. Недавно он вырубил жителей Моджомира, не смотря в их глаза, но причинив большое страдание.
- Увеличенный размер: совсем недавно Призрачный гонщик продемонстрировал способность по увеличению размера. Его увеличенный размер даёт ему преимущества, победив таких героев, как Тор и Сатана Хеллсторм.

### Способности
- Опытный каскадёр: Блэйз является опытным каскадёром, поскольку он занимался этим делом с юных лет.
- Умелый рукопашный боец: хоть он и не имел соответствующей подготовки, Блэйз — солидный рукопашный боец и довольно умело использует свои силы в бою.
- Оккультные познания: Призрачный гонщик обладает оккультными и сверхъестественными познаниями.

### Уровень силы
Как Призрачный гонщик, Джонни Блэйз обладает сверхчеловеческой силой и может поднять 25 тонн.

## Приспособления

### Транспорт
- Мотоцикл Призрачного гонщика: мотоцикл, трансформируемый из адского пламени.

### Оружие
- Цепь Призрачного гонщика: сейчас использует мистическую цепь. Раньше — дробовик, пистолеты и ножи.

## Вне комиксов

### Кино

Николас Кейдж в роли Призрачного гонщика

- Джонни Блэйз в исполнении Николаса Кейджа является главным героем фильма «Призрачный гонщик» 2007 года.
- Кейдж повторил роль Блэйза в фильме 2012 года «Призрачный гонщик 2».

### Кинематографическая вселенная Marvel
- В мае 2013 года права на экранизацию «Призрачного гонщика» вернулись к студии Marvel от Sony Pictures, хотя было подтверждено, что нет непосредственных планов, чтобы произвести ещё один фильм с участием героя в ближайшем будущем[1].
- Джонни Блэйз появился четвёртом сезоне сериала «Агенты Щ. И.Т.», в шестом эпизоде под названием «Добрый Самаритянин». Он был показан как источник появления способностей у Робби Рейеса. Передав Рейесу силы, сам Блэйз, возможно, тем самым полностью лишился их[2]. Хоть и имя самого персонажа и не было названо, Кларк Грегг, исполняющий роль Фила Колсона, в своём твиттере подтвердил, что этим персонажем был именно Блэйз.
- В сериале «Люк Кейдж», в седьмом эпизоде первого сезона, под названием «Манифест» персонаж по имени Зип упоминает некого Джонни Блэйза. Тем не менее, в разговоре речь шла не о Призрачном гонщике, а о рэпере Клиффорде Смите, одним из псевдонимов которого является «Джон Блэйз».